# Grekland i olympiska sommarspelen 1900
Grekland deltog med tre deltagare vid de olympiska sommarspelen 1900 i Paris. De grekiska deltagarna vann inte några medaljer.